# Monacói nyelv

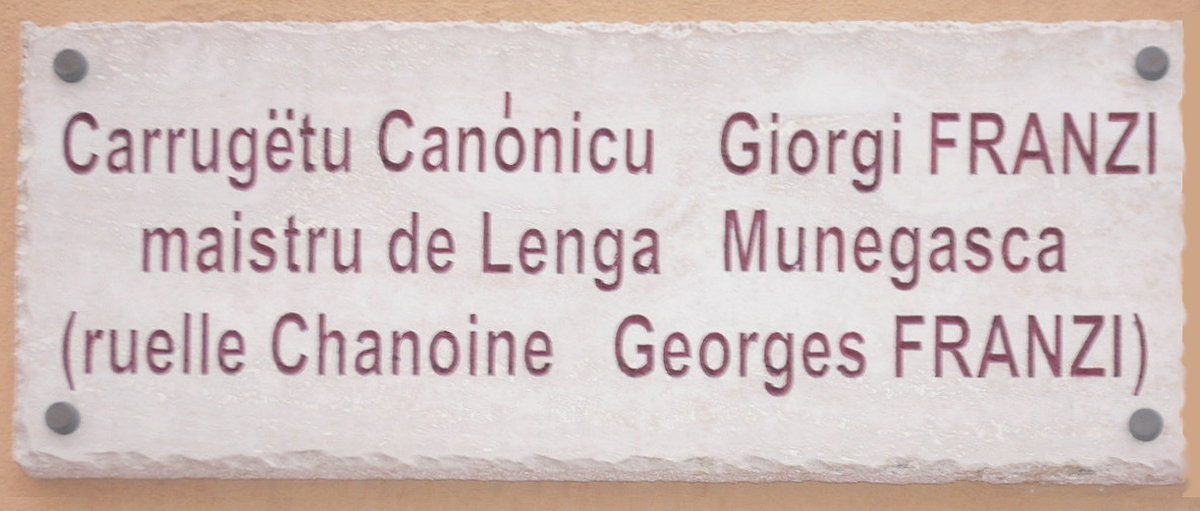
Monacói nyelvű tábla Monacó óvárosában.

A monacói nyelv (saját nevén Munegascu, franciául Monégasque, ligur nyelven Lengua monegasca, olaszul Monegasco) a ligur nyelv nyugati változata Monaco törpeállam beszélt nyelve (a hercegségben a francia a hivatalos). Egyesek szerint dialektus, mások szerint nyelv, de többféleképpen lehet mindegyik érvet alátámasztani, a nyelv és nyelvjárás meghatározásában a nyelvészek véleménye nem egységes.

## Besorolása
A monacói és a ligur is a galloromán nyelvcsalád része. A törpeállam területe a középkorban a Genovai Köztársaság területe volt. Nyelvjárásai számos eltérést mutatnak a ligurtól, ez tulajdonítható a nizzai okcitán (más néven provanszál) nyelvjárás erős hatásának. A nizzai dialektust Monacó egyes részein beszélik is.
Szókincsét, nyelvtanát, szintaxisát tovább befolyásolja a francia és még más környező újlatin nyelvek. A nizzai nyelvjárásnak még nagyobb volt a hasonlósága a monacói nyelvvel, egész addig, amíg Franciaország meg nem szerezte a tartományt, Monacó viszont független maradt, ezért a nizzai és a monacói közötti különbségek megnőttek.

## A beszélők
A 20. században a monacói lakosság egyre jobban franciásodni kezdett, és az 1970-es években már közel volt a monacói nyelv a kihaláshoz. Ezt azóta sikerült némileg elkerülni, hogy a monacóit a francia mellett tanítani kezdték az iskolákban. Monaco óvárosában ma is kétnyelvű francia-monacói utcanévtáblák vannak.

## A monacói kapcsolata az olasszal
A monacóiak 20%-a olasz nyelven is beszél. 1861-ig Monacó Szárd-piemonti Királyság protektorátusa volt, ezért hivatalos nyelvként az olasz funkcionált.
1942 és 1943 között Monaco olasz megszállás alatt állt, a fasiszta Olaszország pedig közönséges olasz dialektusnak tekintette a monacóit, noha ez nyelvészetileg teljes képtelenség, miután a két nyelv nem egy nyelvágba tartozik, ahogy a szorb nyelvet nem lehet a szerb nyelv dialektusának tekinteni a nevek hasonlósága ellenére sem. A némelykor fellépő olaszosítási kísérletek ellenére még maguk a monacói olaszok is nagyon jól beszélték és beszélik ma is a monacóit.

## Írása
Rögzített helyesírása nincs, mivel nem foglalkozik külön szervezet a szabályozásával, ezért a monacói olasz ábécét használ apróbb kiegészítésekkel.
- A monacóiban ü hang is előfordul (hasonlóképp a franciában is, de ezt nem jelölik külön)
- A œ ligatúra a francia é-nek felel meg, (és semmi köze a francia œu hanghoz), továbbá használatos a monacóiban az ö hang
- A francia ábécéből származik a ç karakter

## Irodalma
Írásos hagyományai a monacóinak elég régiek. A ligur irodalmi nyelv csak genovai nyelvjáráson alapul, kihagy más dialektusokat. A monacói művek elsősorban Monacó városának dialektusához igazodnak. Legjelentősebb alkotója Louis Notari (Luì Notari), aki monacói és francia nyelven írt. Ő a monacói himnusz szerzője, amelyet eredetileg is monacóiul alkotott.
Az Üdvözlégy szövege monacóiul:
Ave Maria,

Tüta de graçia

u Signù è cun tü

si benedëta tra tüt'ë done

e Gesü u to Fiyu è benejiu.

Santa Maria, maire de Diu,

prega per nùi, pecatùi

aùra e à l'ura d'a nostra morte

AMEN. (Che sice cusci.)